# Горячий камень (мультфильм)
«Горячий камень» — советский рисованный мультфильм 1965 года, снятый режиссёром Перчем Саркисяном по мотивам одноимённой сказки Аркадия Гайдара на киностудии «Союзмультфильм».

## Сюжет
Мультфильм «Горячий камень» снят по одноимённой философской сказке советского писателя Аркадия Гайдара – последнему произведению Гайдара для детей.
Мультфильм начинается титром: «Жил на селе одинокий старик. Он сторожил колхозный сад. Пришёл старик в село давно, был молчалив и замкнут…»
Мальчик по имени Ивашка полез в колхозный сад за яблоками, но был пойман сторожем. Старик устыдил Ивашку. Ивашка побрел перелеском и, устав, присел на торчащий из земли камень, а камень оказался горячим. Ивашка вскочил и прочёл на камне надпись, что тот, кто поднимет этот камень на гору и разобьёт его, вернёт свою молодость и начнёт жить сначала.
Мальчик подумал, что возвращения молодости достоин старик-сторож из яблоневого сада. Старик согласился, но сказал, что мальчик должен сам затащить камень на гору, а потом он придёт и разобьёт его.
Ивашка с трудом сумел поднять камень на гору. Пришёл старик, осмотрел камень, но не стал его разбивать.
Старик объяснил, что не хочет проживать жизнь заново, потому что в его жизни была Великая Октябрьская революция и Гражданская война. Ему вместе со всем трудовым народом удалось свергнуть ненавистный царизм; уничтожить буржуазию, угнетающую рабочих и крестьян. Он горд, что ему довелось в этом участвовать. Жизнь его была счастливой, и он не хочет начинать её сначала и потерять своё героическое прошлое.

## Отличие от книги
- В фильме Ивашка спрашивает: «Надеешься разбить камень палкой?», тогда как в книге он спрашивал: «Надеешься разбить камень рукой?». После ответа «Я совсем не буду разбивать камень!» в книге старик, кроме революции и гражданской войны, рассказывает о том, как он заработал хромоту и ранения (революционное прошлое), а в фильме перед этим он рассказывает о том, как жилось до революции. Кроме того в фильме не упоминается о том, что он болел тифом.

## Съёмочная группа
- Автор сценария — Анатолий Алексин
- Режиссёр и Художник-постановщик — Перч Саркисян
- Композитор — Алексей Николаев
- Ассистенты: Гелий Аркадьев, Лидия Ковалевская, Юрий Прытков, Валентина Турубинер
- Оператор — Нина Климова
- Звукооператор — Борис Фильчиков
- Редактор — Александр Тимофеевский
- Директор картины — Г. Кругликов
- Художники-мультипликаторы: Юрий Бутырин, Эраст Меладзе, Олег Сафронов, Анатолий Петров, Галина Черникова, Михаил Першин, София Митрофанова,  Виктор Шевков, Константин Чикин, Светлана Жутовская, Владимир Крумин, Татьяна Казанцева, Лев Попов
- Декоратор — Ирина Светлица
- Актёры: 
  - Клара Румянова,
  - Мария Виноградова,
  - Лев Свердлин